# Gare d’Argences
Gare d’Argences bezárt vasútállomás Franciaországban, Argences településen.

## Vasútvonalak
Az állomást az alábbi vasútvonalak érintik:
- Mantes-la-Jolie–Cherbourg-vasútvonal

## Kapcsolódó állomások
A vasútállomáshoz az alábbi állomások vannak a legközelebb: